# Brimson (Misuri)
Brimson es una villa ubicada en el condado de Grundy en el estado estadounidense de Misuri. En el Censo de 2010 tenía una población de 63 habitantes y una densidad poblacional de 279,59 personas por km².

## Geografía
Brimson se encuentra ubicada en las coordenadas 40°8′42″N 93°44′18″O / 40.14500, -93.73833. Según la Oficina del Censo de los Estados Unidos, Brimson tiene una superficie total de 0.23 km², de la cual 0.23 km² corresponden a tierra firme y (0%) 0 km² es agua.

## Demografía
Según el censo de 2010, había 63 personas residiendo en Brimson. La densidad de población era de 279,59 hab./km². De los 63 habitantes, Brimson estaba compuesto por el 100% blancos, el 0% eran afroamericanos, el 0% eran amerindios, el 0% eran asiáticos, el 0% eran isleños del Pacífico, el 0% eran de otras razas y el 0% pertenecían a dos o más razas. Del total de la población el 0% eran hispanos o latinos de cualquier raza.